# 拉吉夫·甘地
拉吉夫·甘地（羅馬化：Rajiv Gandhi；1944年8月20日—1991年5月21日），是印度政治人物，前總理尼赫魯的外孫，英迪拉·甘地和费罗兹·甘地的长子。1984年，母亲被刺殺身亡后任印度总理。1989年，競選連任失敗後下台。1991年遇刺身亡。

## 生平

### 開始從政
拉吉夫·甘地原先較希望成為一個飛行員，並無對政治產生興趣。直到1980年6月23日，拉吉夫的弟弟山齊·甘地在飛機失事中意外死亡，而他弟弟本來被看作是印度國民大會黨的未來領袖。當時拉吉夫·甘地身在倫敦，而他聽到這個消息，立即趕回了德里並參與了弟弟的火化儀式。:18

### 政治生涯
1981年2月，拉吉夫·甘地在山齊·甘地原来的选区獲勝，進入印度国会。1984年英迪拉·甘地被她的两个锡克教保镖刺杀后仅数小时内，拉吉夫·甘地就被国大党推举为新总理。有人指责拉吉夫·甘地刺激了此后发生的对锡克教徒的迫害。在这次迫害中上万锡克教徒丧命。拉吉夫·甘地对此评论说：「假如一棵大树倒了，那么下面的地面总会震动的。」
两个月后，他在大选中獲勝。这次胜利被認為很大部分得归功于对民眾他母亲的不幸被刺的同情。
印度总理在此之前都為高齡者，拉吉夫·甘地给的就任對國家带来了一定的活力。他大大地改善了印度与苏联和中國的外交关系。此外在他任內印度電子產業大幅躍進也被認為是他的功勞。
拉吉夫·甘地曾在1988年12月訪問中國，是繼他外公尼赫魯之後第二位訪華的印度總理，他曾與鄧小平交談過，表達出印中和好的願望。

### 印度現代化
在1988年，拉吉夫·甘地進行了市場化改革。雖然在改革中由於民主制度的原因，導致了基層階級對壟斷的抗議；但最終改革成功，並導致了印度經濟的增長迅速。

### 醜聞
他的任期初期就受到了後來拖延了博福斯醜聞的影響。瑞典博福斯防務公司（Bofors）透過了一個意大利商人和甘地家族的親信，為獲取印度的國防投資而付了一筆巨款作為賄賂。這個事件後來也導致了1989年大選連任失敗。

### 遇刺身亡

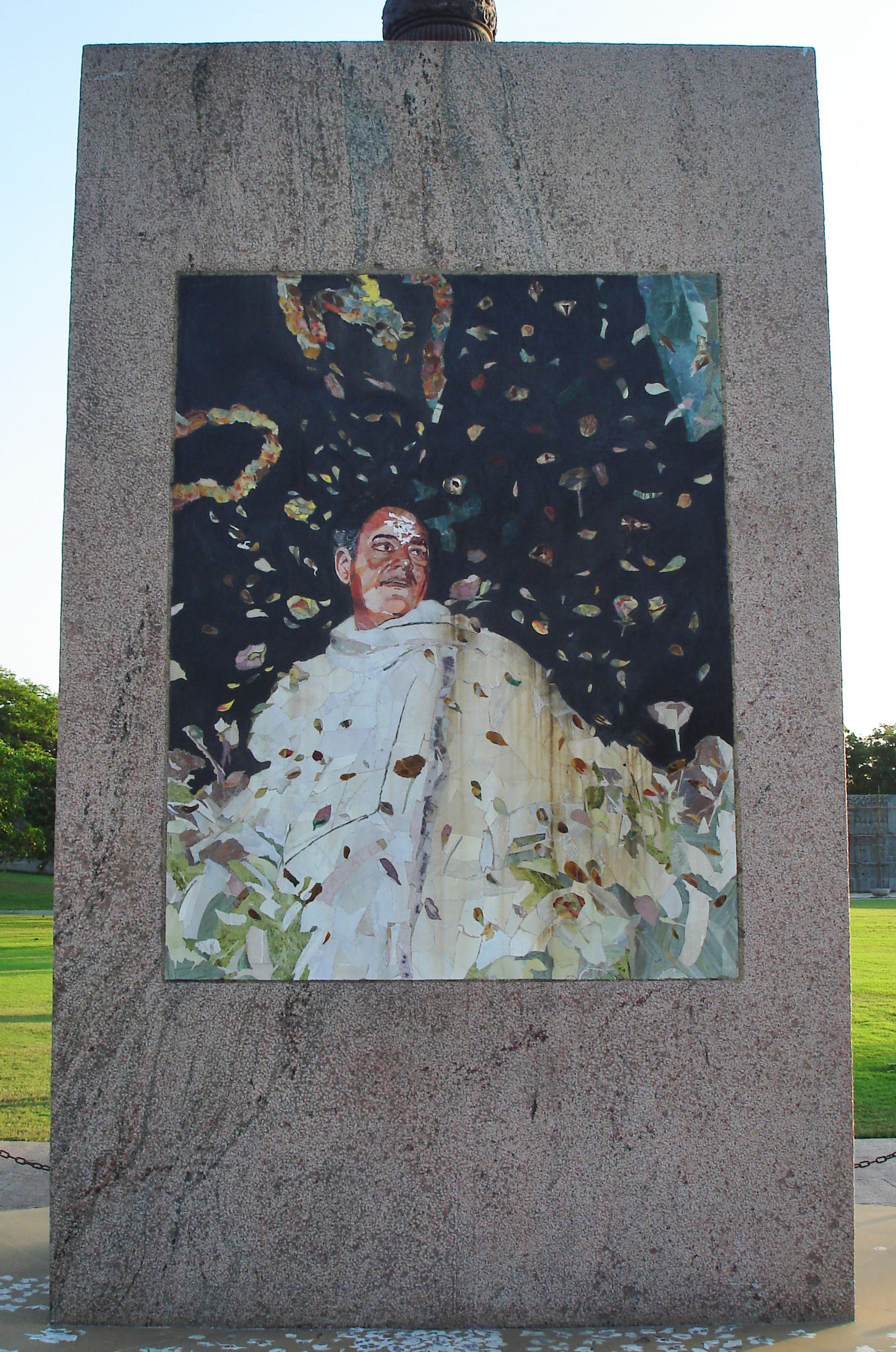
拉吉夫·甘地被炸死的紀念地

如同甘地夫人短暫下台後的情況，新的聯合政府一開始並不穩定。矛盾導致聯合政府於1990年解體，國大黨其後支持少數政府，但在半年後撤回支持，使大選提前舉行。
1991年5月21日，拉吉夫·甘地在競選時在被自殺性爆炸襲擊炸死。1998年印度法庭判決26人在陰謀刺殺甘地的過程中有罪。这些人包括斯里兰卡的极端泰米尔人以及他们在印度的同盟者。1987年他曾经遣送印度军队进驻斯里兰卡来维持一个和平协议。后来进驻的印度军队开始与泰米尔独立运动游击队作战并杀害了许多泰米尔人。刺杀他的泰米尔人怕他当选后会再次遣送印度军队。
如同拉吉夫·甘地的母亲英迪拉·甘地一樣，他的死为國大黨再次赢得大选铺平了道路，1991年国大党靠甘地的死所带来的选民的同情心再次赢得大选重返政府，但這次並未能像1984年般取得絕對多數。此後國大黨的優勢趨向減弱。
拉吉夫·甘地的妻子是索尼婭·甘地，他还有两个孩子拉胡爾·甘地和普里揚卡·甘地。1998年索尼亚·甘地成为国大党领袖并在2004年和2009年的印度大选获胜。

## 琐事
拉吉夫·甘地是印度唯一一位穿着牛仔裤和T恤拍照的总理。他曾在伦敦帝国学院和剑桥大学就学，但没有獲得学位。
拉吉夫就任總理時剛滿40歲不久，至今仍是印度最年輕的總理，他的繼任者幾乎都比他年長，這個情況直到2014年納倫德拉·莫迪當選後才終結（莫迪於1950年出生，比拉吉夫小六歲）。
拉吉夫和弟弟桑賈伊·甘地的關係一直為印度民眾關注，因為他們都屬於尼赫魯-甘地家族，這是印度最顯赫的政治家族，兩兄弟的外公在印度享有崇高地位和名聲。兩兄弟感情甚篤，但也短暫不和過，在1977年他們的母親下台後，拉吉夫因為不能接受弟弟的行為而說過永遠不原諒他，但隨後看到弟弟努力幫助母親重返政權中心，兄弟關係重新修好，得知桑賈伊死於空難之後，拉吉夫顯得十分傷感，可見兄弟情深。

### 引用
1. ↑  Agrawal, Meena. . Diamond Pocket Books (P) Ltd. 2004  [2019-01-26]. ISBN 9788128809002. （原始内容存档于2019-08-23） （英语）.
2. ↑  《明鏡月刊》編輯部. . 明鏡月刊雜誌社. 2017-10-27  [2021-04-03]. ISBN 9781630329808. （原始内容存档于2019-08-23） （中文（臺灣））.

### 書籍
- Agrawal, Meena. . Diamond Pocket Books (P) Ltd. 2004  [2019-01-26]. ISBN 9788128809002. （原始内容存档于2019-08-23） （英语）.

| 前任： 英迪拉·甘地 | 印度总理 1984-1989 | 繼任： 维什瓦纳特·普拉塔普·辛格 |